# Gornja Lomnica (Vlasotince)
Gornja Lomnica (Vlasotince) (em cirílico: Горња Ломница) é uma vila da Sérvia localizada no município de Vlasotince, pertencente ao distrito de Jablanica, na região de Vlasina. A sua população era de 46 habitantes segundo o censo de 2011.

## Demografia
| 1948 | 1953 | 1961 | 1971 | 1981 | 1991 | 2002 | 2011 |
| ---- | ---- | ---- | ---- | ---- | ---- | ---- | ---- |
| 254  | 255  | 273  | 171  | 120  | 84   | 66   | 46   |